# Teobaldo Moniz
Teobaldo Moniz (fl. 988), foi um conde galego, filho de Munio Gudesteiz e de Velasquita Rodrigues, filha do conde Rodrigo Vasques e de Adosinda Guntericez.[a][b]